# Nienburg (Salzlandkreis)
Nienburg é uma cidade da Alemanha localizada no distrito de Salzlandkreis, estado de Saxônia-Anhalt.
Nienburg é membro e sede do Verwaltungsgemeinschaft de Nienburg.